# Cantonul Blanquefort
Cantonul Blanquefort este un canton din arondismentul Bordeaux, departamentul Gironde, regiunea Aquitania, Franța.

## Comune
- Blanquefort (reședință)
- Eysines
- Ludon-Médoc
- Macau
- Parempuyre
- Le Pian-Médoc